# أفون وليامز
أفون وليامز هو سياسي أمريكي، ولد في 22 ديسمبر 1921، وتوفي في 1993. نشط حزبياً في الحزب الديمقراطي. وقد انتخب عضو مجلس ولاية تينيسي ‏.